# Trudner Bach
Der Trudner Bach ist ein rund 10 Kilometer langer Nebenfluss der Etsch in Südtirol. Er entspringt in den bewaldeten Höhenzügen der Fleimstaler Alpen und entwässert zunächst in südwestliche, später westliche Fließrichtung das Mühlental, ehe er das Etschtal bzw. Unterland erreicht und von links in die Etsch mündet.
In seinem Oberlauf fließt der Trudner Bach unterhalb des namengebenden Dorfs Truden vorbei, in seinem Mittellauf an der kleinen Ortschaft Mühlen. Für den Unterlauf im engen, von der Burgruine Kaldiff dominierten Talausgang des Mühlentals besteht auch der Alternativname Kaldiffer oder Caldiffer Bach, der bereits 1194 als „rivus de Caldiva“ und 1396 als „rivus Caldive“ urkundlich bezeugt ist. Zuletzt bildet er auf einem flachen Schwemmkegel die südliche Begrenzung der Neumarkter Fraktion Vill, weshalb der Unterlauf auch als Villbach oder Villner Bach bezeichnet wird.

## Belege
1. 1 2  Trudner Bach auf der Website der Südtiroler Landesagentur für Umwelt
2. 1 2  GeoBrowser der Autonomen Provinz Bozen – Südtirol. Abgerufen am 8. Oktober 2024.
3. ↑  Franz Huter: Tiroler Urkundenbuch. I. Abteilung: Die Urkunden zur Geschichte des deutschen Etschlandes und des Vintschgaus. Band 1. Hrsg. vom Tiroler Landesmuseum Ferdinandeum. Innsbruck: Universitätsverlag Wagner 1937, S. 271, Nr. 483.
4. ↑  Hannes Obermair: Die Urkunden des Dekanatsarchives Neumarkt (Südtirol) 1297–1841 (= Schlern-Schriften. Band 289). Universitätsverlag Wagner, Innsbruck 1993, ISBN 3-7030-0261-1, S. 65, Nr. 12*.
5. ↑  Egon Kühebacher: Die Ortsnamen Südtirols und ihre Geschichte. Die geschichtlich gewachsenen Namen der Täler, Flüsse, Bäche und Seen. Athesia, Bozen 1995, ISBN 88-7014-827-0, S. 339.